# Bundesautobahn 388
Pour les articles homonymes, voir A388.
La Bundesautobahn 388 était une Bundesautobahn dans le Land de Basse-Saxe.

## Histoire
L'A 388 était une autoroute entre la Bundesautobahn 7 et l'ancien échangeur autoroutier de Göttingen-Nord.
L'autoroute est construite au début des années 1970 pour alléger la pression sur la Kasseler Landstraße, qui était auparavant la seule liaison entre Göttingen et ses environs avec la Bundesautobahn 7 (Kassel–Hanovre). Le trafic de Kassel à Untereichsfeld ou Kassel au Hochharz ne doit plus traverser l'ensemble de la zone urbaine de Göttingen, la nouvelle autoroute assume alors la fonction de contournement partiel. C'est pourquoi on l'appelle aussi la tangente nord.
L'autoroute est déclassée en embranchement de la Bundesstraße 27 en 2003. Cela est fait en vue de l'achèvement de la Bundesautobahn 38, qui remplace l'autoroute de Göttingen à Bad Lauterberg initialement prévue, qui devait commencer par l'A 388. Depuis 2019, il s'agit de la route principale de la Bundesautobahn après la dissolution ou le déplacement de la route originale vers Friedland sur les Bundesautobahnen 7 et 38.